# Elezioni parlamentari in Belgio del 2014
Le elezioni parlamentari in Belgio del 2014 si tennero il 25 maggio per il rinnovo della sola Camera dei rappresentanti, giacché la riforma costituzionale del 2012 aveva abolito l'elezione a suffragio popolare diretto del Senato.
In seguito all'esito elettorale, Charles Michel, espressione del Movimento Riformatore, divenne Primo ministro.

## Risultati
| Liste                                    | Voti      | %     | Seggi |
| ---------------------------------------- | --------- | ----- | ----- |
| Nuova Alleanza Fiamminga                 | 1 366 397 | 20,26 | 33    |
| Partito Socialista                       | 787 058   | 11,67 | 23    |
| Cristiano-Democratici e Fiamminghi       | 783 040   | 11,61 | 18    |
| Liberali e Democratici Fiamminghi Aperti | 659 571   | 9,78  | 14    |
| Movimento Riformatore                    | 650 260   | 9,64  | 20    |
| Partito Socialista Differente            | 595 466   | 8,83  | 13    |
| Verdi                                    | 358 947   | 5,32  | 6     |
| Centro Democratico Umanista              | 336 184   | 4,98  | 9     |
| Partito del Lavoro del Belgio            | 251 276   | 3,73  | 2     |
| Vlaams Belang                            | 247 738   | 3,67  | 3     |
| Ecolo                                    | 222 524   | 3,30  | 6     |
| Federalisti Democratici Francofoni       | 121 384   | 1,80  | 2     |
| Partito Popolare                         | 104 862   | 1,55  | 1     |
| Debout Les Belges!                       | 58 043    | 0,86  | –     |
| Lista Dedecker                           | 28 414    | 0,42  | –     |
| La Destra                                | 26 035    | 0,39  | –     |
| Partito Pirata                           | 23 169    | 0,34  | –     |
| Altri <0,25%                             | 126 460   | 1,87  | –     |
| Totale                                   | 6 744 547 | 100   | 150   |

- Risultano da una sommatoria i voti delle liste di seguito indicate.

1. Partito del Lavoro del Belgio: 132.943 voti (PTB/GO!, che include PC e LCR, circoscrizioni della Vallonia e di Bruxelles-Hal-Vilvorde); 118.333 voti (PvdA, circoscrizioni delle Fiandre).
2. Partito Popolare: 102.581 voti (circoscrizioni della Vallonia e di Bruxelles-Hal-Vilvorde); 2.281 voti (circoscrizione del Brabante fiammingo).